# Nobuyuki Tsujii
Nobuyuki Tsujii (Tóquio, 13 de setembro de 1988) é um pianista e compositor japonês.

## Biografia
Nobuyuki Tsujii é cego de nascença devido a padecer de microftalmia. O seu talento para a música é precoce. Aos dois anos de idade começou a tocar Dó Ró Mi num piano de brincar, depois de ouvir a sua mãe a tocar a melodia. Iniciou estudos formais de piano aos quatro anos. Em 1995, com sete anos, ganhou o primeiro prémio do concurso musical para meninos cegos de Tóquio realizado pela Associação Helen Keller do Japão. Em 1998, aos 10 anos, atuou com a Orquestra Century de Osaka.
Deu o seu primeiro recital de piano numa das salas adjacentes ao Suntory Hall de Tóquio, aos 12 anos.  Fez a estreia internacional nos Estados Unidos, França e Rússia. Em outubro de 2005 participou na semifinal do 15.º Concurso Internacional Chopin realizado em Varsóvia recebendo o prémio especial da crítica.
Em abril de 2007, Tsujii entrou na Universidade Ueno Gakuen, graduando-se em março de 2011.
Tsujii participou no concurso Van Cliburn International Piano Competition de 2011 empatando no primeiro lugar com o pianista Haochen Zhang. Foi distinguido com a medalha Beverley Taylor Smith por melhor desempenho durante o evento. Tocou todos os doze estudos de Chopin na fase preliminar do concurso.
Além de intérprete, Nobuyuki Tsujii é também compositor. Aos 12 anos tocou a sua própria obra Street Corner of Vienna. Desde então produziu numerosos álbuns com a sua própria obra musical. Na sua obra há diversas partituras para filmes e em 2011 recebeu o prémio especial dos críticos musicais japoneses.
Em novembro de 2011 Nobuyuki Tsujii estreou na sala principal (Isaac Stern Auditorium) do Carnegie Hall em Nova Iorque, como parte da série Virtuosos II organizada por essa prestigiada sala de concertos.
Tsujii atuou na BBC em Londres em 16 de julho de 2013 tocando com a Orquestra Filarmónica da BBC com o maestro Juanjo Mena.

## Discografia
Entre outras:
- Debut, Avex Classics, 24 de outubro de 2007.